# Ypres (geologi)
| Paleogen 66 – 23 miljoner år före nutid | Paleogen 66 – 23 miljoner år före nutid | Paleogen 66 – 23 miljoner år före nutid | Paleogen 66 – 23 miljoner år före nutid |
| Period (System)                         | Epok (Serie)                            | Ålder (Etage)                           | Miljoner år sedan                       |
| --------------------------------------- | --------------------------------------- | --------------------------------------- | --------------------------------------- |
| Neogen                                  | Miocen                                  | Aquitaine                               | senare                                  |
| Paleogen                                | Oligocen                                | Chatt                                   | 28–23                                   |
| Paleogen                                | Oligocen                                | Rupel                                   | 34–28                                   |
| Paleogen                                | Eocen                                   | Priabona                                | 38–34                                   |
| Paleogen                                | Eocen                                   | Barton                                  | 41–38                                   |
| Paleogen                                | Eocen                                   | Lutetia                                 | 48–41                                   |
| Paleogen                                | Eocen                                   | Ypres                                   | 56–48                                   |
| Paleogen                                | Paleocen                                | Thanet                                  | 59–56                                   |
| Paleogen                                | Paleocen                                | Själland                                | 62–59                                   |
| Paleogen                                | Paleocen                                | Dan                                     | 66–62                                   |
| Krita                                   | Yngre krita                             | Maastricht                              | tidigare                                |

Ypres är en geologisk tidsålder som varade för cirka 56–48 miljoner år sedan, under perioden paleogen. Den utgör den första åldern eller etagen inom epoken eocen. Åldern är uppkallad efter Ypres, det franska namnet på den flamländska staden Ieper.
Starten på ypres utgjordes av en dramatisk uppvärmning av jordens klimat, Paleocen-eocen-uppvärmningen. Koldioxidhalten och växthuseffekten ökade snabbt. Resultatet blev en omkring 200 000 år lång period med temperatur uppemot 9 grader över det normala, med ett massutrotande av arter som följd. Denna händelse tas ibland som exempel på vad som kan hända om dagens globala uppvärmning inte begränsas i tid.
De allra yngsta tertiära lager med fast berggrund i Sverige kommer från yprestiden. Det rör sig om ett tunt lager slamsten i Bosarp. Sedan dess har Sveriges geologi främst formats av processer ovan havsytan, dvs. av erosion snarare än sedimentation.